# Vĩnh Tế (phường)
Vĩnh Tế là một phường thuộc tỉnh An Giang, Việt Nam.

## Địa lý
- Phía Đông giáp phường Châu Đốc và các xã Thạnh Mỹ Tây, Mỹ Đức
- Phía Tây giáp phường Thới Sơn và Campuchia
- Phía Nam giáp các xã Thạnh Mỹ Tây

## Lịch sử
Phường Núi Sam được thành lập vào ngày 22 tháng 3 năm 2002 trên cơ sở 1.397 ha diện tích tự nhiên và 21.241 người của xã Vĩnh Tế.
Ngày 12 tháng 6 năm 2025, Ủy ban Thường vụ Quốc hội ban hành Nghị quyết số 1654/NQ-UBTVQH15 về việc sắp xếp các đơn vị hành chính cấp xã của tỉnh An Giang. Theo đó, toàn bộ diện tích tự nhiên, quy mô dân số của phường Núi Sam, xã Vĩnh Tế và phần còn lại của xã Vĩnh Châu thành phường mới có tên gọi là phường Vĩnh Tế.

## Di tích - Danh thắng
- Miếu Bà Chúa Xứ Núi Sam
- Chùa Tây An (Núi Sam)
- Chùa Hang
- Lăng Thoại Ngọc Hầu[3].